# François Mustel
François-Georges Mustel (1719-1803), est un agronome normand qui fut un des pionniers de la culture et de la consommation de la pomme de terre en France .

## Biographie
François-Georges Mustel est le fils posthume de Georges Mustel, sieur de la Hellotière, et de Charlotte de la Ronce. Il est né à Rouen le 11 août 1719 et décédé dans la même ville, rue Morand, le 3 octobre 1803. Il était célibataire, pensionné d'État à partir d'avril 1760. 
Ancien capitaine des dragons de la Légion royale, jusqu'à la paix de 1763, il reçoit le titre de chevalier de l'Ordre royal et militaire de Saint-Louis en 1758 qui l'autorise à porter le titre de Chevalier Mustel. Il combat pendant la guerre de Sept Ans en Allemagne où la pomme de terre était devenue un légume commun (« il n'y a point de militaire qui sache combien ce légume a puissamment contribué à la subsistance de nos armées en Allemagne ») ,.

## Promoteur de la pomme de terre en France
La pomme de terre est connue en France et bien décrite dès 1762 dans les Éléments d'agriculture de Duhamel du Monceau, elle est largement cultivée et consommée dans d’autres pays d'Europe en premier lieu en Irlande. À l'époque la France était privée de ce légume « par l'effet de faux préjugés » ,. 
Membre des académies de Rouen en 1771, de Dijon et Châlons, de la Société des Arts de Londres en 1772 et de plusieurs Sociétés d'agriculture, il cultive dès 1766 la pomme de terre qu'il fait venir d'Angleterre à Alençon, puis à Lisieux et dans la baie du Mont-Saint-Michel. Il fait ses expériences, près de Rouen, avec La Michodière et Thiroux de Crosne. Ses premières récoltes furent distribuées aux agriculteurs jusqu'en Île-de-France et en Beauce, comme semences .  
Le 30 avril 1767, Mustel présente un mémoire sur la pomme de terre comme légume et la préconise pour la fabrication du « pain économique » à base de bouillie de pomme de terre et de farine de blé, qui connait un vif succès et est traduite en Allemagne, en Angleterre et en Italie, par ordre du Gouvernement . 
Le 3 juillet 1771, il communique à l'Académie de Rouen un mémoire fait à l'Académie de médecine de Paris sur l'usage des pommes de terre . Le principal apport de Mustel est sur le pain de fécule de pomme de terre, le pays avait souffert de grave pénurie de céréales en 1770 et 1773. Il est en proie à la jalousie du Président de l'Académie, M. Dambourney, qui conteste la primeur de sa communication sur la pomme de terre. Sa demande de subvention est sabotée par une lettre anonyme « la nouveauté qui a produit pour les pommes de terre des Apologies d'autant plus séduisantes, qu'elles semblent, dans les tems de calamité, présenter aux malheureuses victimes de l'indigence un aliment peu dispendieux. Cet aliment, ce pain tant préconisé, est-il aussi salubre que le pain ordinaire ? Ne serait-il point nuisible à la santé des hommes ?» . 
C'est également en 1771 que Parmentier commence à s’intéresser à la pomme de terre. Antoine Parmentier le qualifie de « premier Apôtre des pommes de terre en France, connu par d'excellents ouvrages ». C'est lui qui obtient la reconnaissance royale avec son expérience de culture de la pomme de terre à grande échelle dans la plaine des Sablons en 1786 alors que Mustel regrette de n'avoir eu, en tant que pionnier, qu'une carrière locale. Le flambeau de la promotion de la culture de la pomme de terre fut repris (en vain) par un autre normand, immigré d'Amérique, Sir John de Crèvecoeur, qui publie un traité de la culture des pommes de terre et des différents usages qu'en font les habitants des États-Unis, par un normand qui a résidé longtemps...(Caen, Chez Leroy. 1782) et qui reconnait le travail pionnier de Mustel .

## Distinctions
- Chevalier de l'ordre royal et militaire de Saint-Louis

## Postérité
- Une rue Mustel et une maison de quartier François-Georges Mustel portent son nom à Rouen.

## Crème à la Mustel
Jacques Manière donne dans son Grand livre de la cuisine à la vapeur (1985) la recette de la Crème à la Mustel, créée en 1906 par le chef Albert Chevalier ,. Ce sont des pommes de terre cuites entières à la vapeur, creusées, puis farcies de leur pulpe mélangée à des blancs de poireau en purée puis crémée et servies en potage ou crème à la Mustel . 

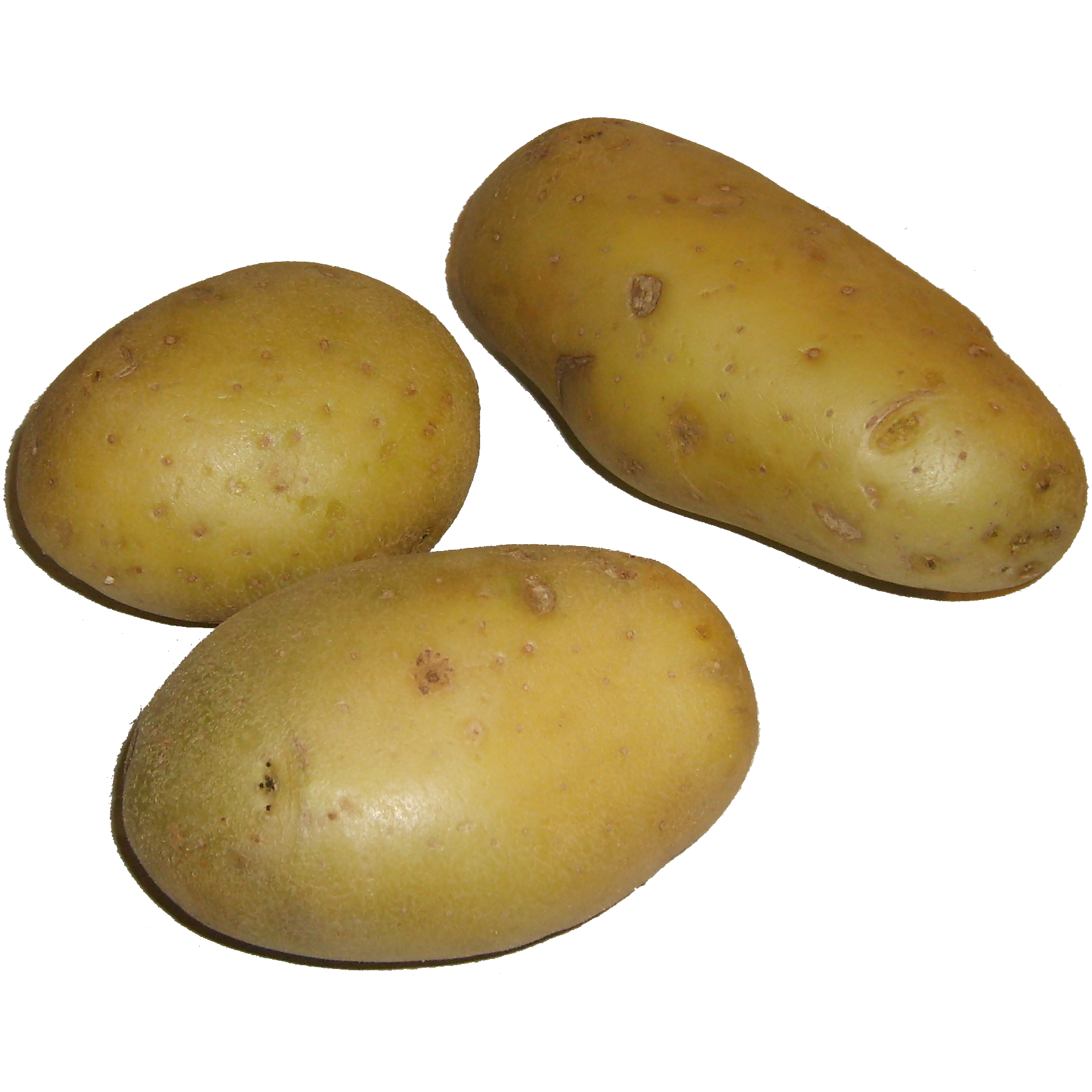
Pommes de terre.

### Sources
- André Dubuc, « La culture de la pomme de terre en Normandie avant et depuis Parmentier », Annales de Normandie (1953).
- « Rouen, Parmentier, Mustel et la pomme de terre : communication du Dr Karl Feftgen lors de la séance du 25 octobre 1995 du Groupe historique Histoire des hôpitaux de Rouen », Science Action Haute-Normandie.
- Communication du Dr Karl Feltgen au CHU de Rouen avec une bibliographie.